# Мирович Софія Михайлівна
Софі́я Миха́йлівна Миро́вич (на сцені — Нікольська; 3 (15) серпня 1889, Наровля, Мінська губернія — 1976, Ленінград) — російська оперна співачка (лірико-колоратурне сопрано). Випускниця Музично-драматичної школи М. Лисенка. Учениця Олександра Мишуги. Заслужений діяч мистецтв РРФСР (1938).

## Життєпис
Співу навчалась з 1900 у Києві (викладач — О. Сантагано-Горчакова).
1903—1908 — навчається в Музично-драматичній школі Миколи Лисенка. Її викладачем був легендарний Олександр Мишуга, про якого згодом писала: «Я горджуся тим, що моїм учителем, який вивів мене і благословив на шлях мистецтва, був світової слави український артист Олександр Мишуга. Цей геніальний співак і чудова людина назавжди залишився в моїй пам'яті як ідеал високої гуманності й прекрасного».
1908—1911 — навчається у Варшавській консерваторії за рекомендацією і за фінансової підтримки О. Мишуги.
1911—1912 — солістка Одеської опери (антреприза М. Ф. Багрова).
З 1907 року виступала на симфонічних і камерних концертах в Києві, Варшаві, Москві (1913—1919), Петербурзі (1919—1923).
Педагогічну діяльність розпочала в роки навчання у Олександра Мишуги спочатку у Музично-драматичній школі Миколи Лисенка, пізніше — у Варшавській консерваторії, де вона «була його помічницею з викладання співу за його методикою». 1914 року викладала спів у Москві, з 1918 року — в Петрограді.
1921—1950 років викладала в Ленінградській консерваторії (з 1932 — профессор, з 1936 — завідувач кафедрою вокального факультету).

## Партії
- Антоніда («Життя за царя» М. Глінки)
- Людмила («Руслан і Людмила» М. Глінки)
- Марфа («Царева наречена» М. Римського-Корсакова)
- Панночка-Русалка («Майська ніч» М. Римського-Корсакова)
- Снігуронька («Снігуронька» М. Римського-Корсакова)
- Тамара («Демон» А. Рубінштейна)
- Забава Путятишна («Добриня Микитич» О. Гречанінова)
- Маргарита («Фауст» Ш. Гуно)
- Маргарита Валуа («Гугеноти» Дж. Меєрбера)
- Філіна («Міньйон» А. Тома)
- Віолетта («Травіата» Дж. Верді)
- Джильда («Ріголетто» Дж. Верді)
- Оскар («Бал-маскарад» Дж. Верді)
- Олена («Мефістофель» А. Бойто)
- Софія («Галька» С. Монюшка).